# Талиса Сото
Миријам Талиса Сото (енгл. Miriam Talisa Soto) је америчка филмска глумица и модел која је рођена 27. марта 1967. године у Њујорку. Највише се истакла у филмовима као што су: Краљеви мамба, Мортал Комбат и Дозвола за убијање. Пипл магазин ју је 1990. године сврстао међу 50 најлепших људи на свету.

## Биографија
Талисини родитељи су се доселили у Њујорк са Порторика 1950-их година, где је Талиса и рођена. Право име јој је Миријам Сото. Први посао као модел је добила 1982. године кад је имала 15 година. Три године касније је покушала да потпише уговор са Ford modeling agency, али је одбијена јер је изгледала сувише „латински“. Касије се сели у Европу и највише ради као модел у Италији и Француској. Током тих година појављивала се на насловицама магазина Vogue, Mademoiselle и Glamour. Крајем осадесетих се враћа у САД и почиње да се бави глумом. Њена прва улога била је у филму Spike of Bensonhurst (1988), а касије добија много значајније улоге као што су: Дозвола за убиство (1989) који је један од филмова о Џејму Бонду, Краљеви мамба (1992), Мортал Комбат (1995) и многе друге.

## Породични живот
Удала се 1997. године за Костаса Мандилора, али се касније разишла са њим. Поново се удала за Бенџамина Брета и са њим има двоје деце. Тренутно живи у Лос Анђелесу (Калифорнија).

## Филмографија
| Улоге Талисе Сото |                    |               |        |          |
| Година            | Српски назив       | Изворни назив | Улога  | Напомена |
| 2002.             | Балистик           |               |        |          |
| 2001.             |                    |               |        |          |
| 2000.             |                    |               |        |          |
| 1997.             |                    |               | Китана |          |
| 1997.             |                    |               |        |          |
| 1997.             |                    |               |        |          |
| 1996.             | Вампирела          |               |        |          |
| 1996.             |                    |               |        |          |
| 1995.             | Дон Хуан де Марко  |               |        |          |
| 1995.             | Мортал Комбат      |               | Китана |          |
| 1992.             | Краљеви мамба      |               |        |          |
| 1992.             |                    |               |        |          |
| 1991.             |                    |               |        |          |
| 1990.             |                    |               |        |          |
| 1989.             | Дозвола за убиство |               |        |          |
| 1988.             |                    |               |        |          |
| 1988.             |                    |               |        |          |